# 마오난구

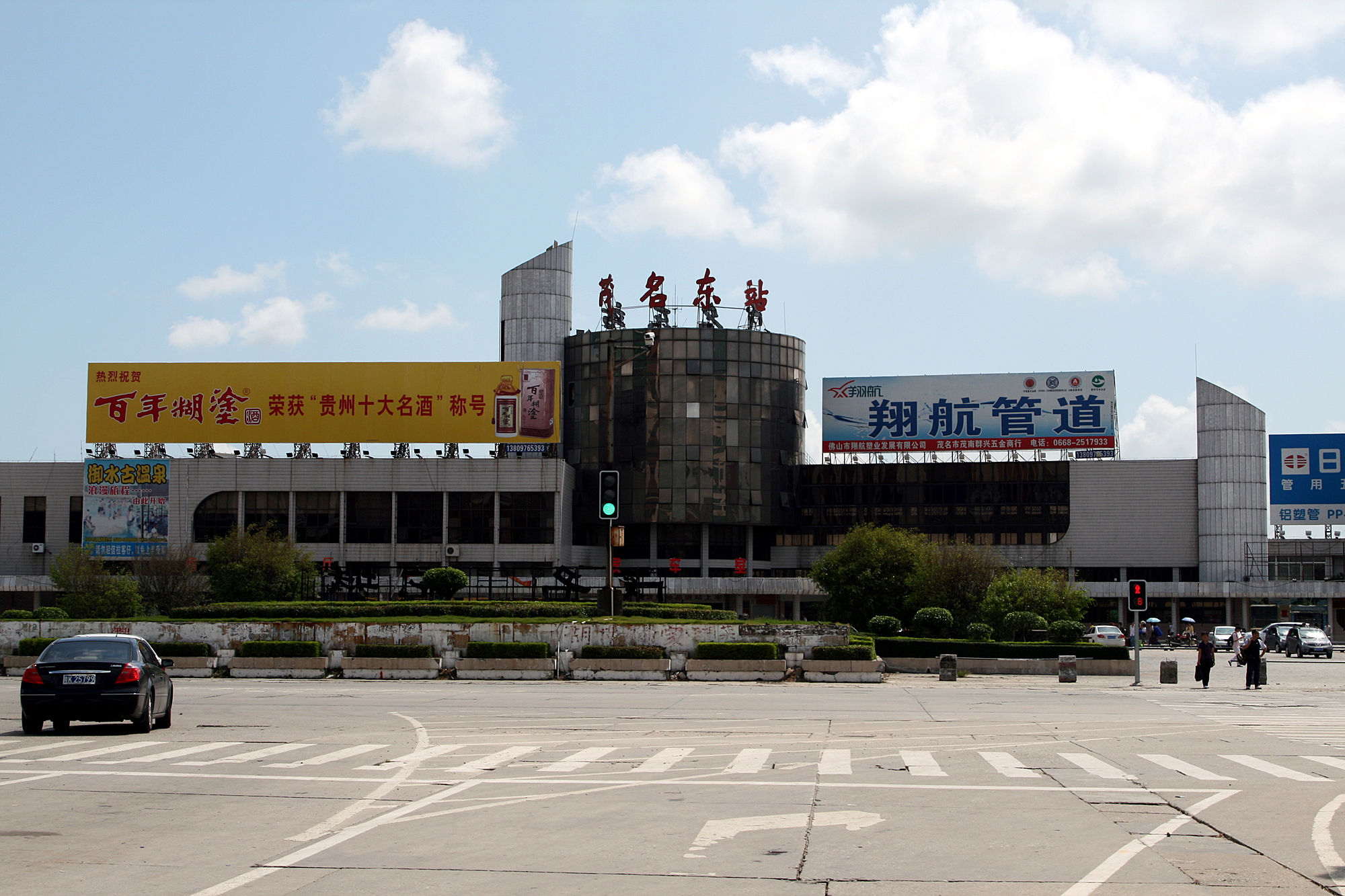

마오난구(한국어: 무남구, 중국어: 茂南区, 병음: Màonán Qū)는 중화인민공화국 광둥성 마오밍 시의 현급 행정 구역이다. 넓이는 507km2이고, 인구는 2007년 기준으로 790,000명이다.

## 행정 구역
7개 가도, 8개 진을 관할한다.
- 가도: 红旗街道, 河西街道, 河东街道, 露天矿街道, 新华街道, 官渡街道, 站前街道.
- 진: 金塘镇, 公馆镇, 新坡镇, 镇盛镇, 鳌头镇, 袂花镇, 高山镇, 山阁镇.